# Medropio
Medropio es un despoblado que actualmente forma parte de los concejos de Barrio y Villanañe,

## Toponimia
A lo largo de los siglos ha sido conocido con los nombres de Apropio, Dodropio, Dopropio, Madropio, y Metropio

## Historia
Documentado desde 949, sus habitantes lo despoblaron a finales del siglo XIII para pasar a residir en Salinas de Añana, obligados por una Cédula Real dada por Sancho IV de Castilla.